# Sinècdoque
Una sinècdoque és un recurs literari que consisteix a estendre o restringir el significat d'un mot, prenent el tot per la part (en llatí totum pro parte) o la part pel tot (en llatí pars pro toto). Certes sinècdoques són literàries, part de l'estil personal de l'autor, altres són més o menys espontànies en expressions fixes com donar el pa als obrers.
Molts estudis la consideren un tipus de metonímia.

## Sinècdoques geogràfiques
Sinècdoques espontànies arriben sovint al cas de la designació geogràfica de països quan una part constituent és políticament o econòmicament més potent. En surt sovint una confusió. Heus aquí unes de les més conegudes:
- Amèrica per als Estats Units d'Amèrica
- Anglaterra per al Regne Unit
- Flandes per als Països Baixos espanyols
- Holanda per als Països Baixos
- Holandès per neerlandès